# ISO 22324
ISO 22324 Societal security --- Emergency management --- Guidelines for colour-coded alerts は公衆向け警報において危険の深刻度をカラーコードで表現するためのガイドラインを与える ISO標準 である。この目的では既にさまざまな体系が用いられているが、ISO 22324 はそれらの相違による混乱を解消するための取組となることを意図している。 現行の標準 ISO 22324:2015 は第1次規格であり、 ISO/TC 223で策定された。

## 深刻度を表すカラーコード
次表に示すように3つの代表的な深刻度を表す色が期待される行動とともに定義されている。
| 色 | 意味 | 期待される行動                       | テキスト色 |
| -- | ---- | ------------------------------------ | ---------- |
| 赤 | 危険 | ただちに適切な保安行動をとる         | 白         |
| 黄 | 注意 | 適切な保安行動をとるための準備をする | 黒         |
| 緑 | 安全 | 行動は求めない                       | 白         |

もし4つ以上の深刻度レベルが必要ならば、赤から緑にかけてのスペクトル色を案分して用いることを勧告している。隣り合う色が識別できなくなって混乱することのないように、レベル数は７を越えないようにすべきとされている。
カラーコード体系を運用する際には、人間が色を弁別する能力が人によって異なること、たとえば色覚異常、に留意すべきとされている。 色彩を補助する情報を次のような形で添えるよう特に留意すべきとされている:
- 意味を示すテキスト（色は表に示すもの）、数値、色記号の形または大きさ。
- 色名を読み上げること、例えば「レッド・アラート」という音声
- 位置的参考情報。たとえば色はつねに危険度の順に並べること。

## 補助的情報のためのカラーコード
ISO 22324 では補助的情報を表わすためのカラーコードが次表のように定義されている。
| 色   | 意味         | 使用の制約                                         | テキスト色 |
| ---- | ------------ | -------------------------------------------------- | ---------- |
| 黒   | 致命的な危険 | 赤と併用できる。白黒の市松模様で置き換えてもよい。 | 白         |
| 紫   | 致命的な危険 | 赤と併用できる。                                   | 白         |
| 青   | 参考情報     | 深刻度レベルをあらわすのに用いるべきではない       |            |
| 灰色 | 情報なし     | 情報が得られないことを示すのに用いる               |            |

黒と紫は、危険つまりカラーコード赤の特殊な場合なので、テキスト（色は上表）などの補助的情報を与えるべきことは同じである。
たとえば黒を使うと、危険度の順に黒-赤-黄-緑の4段階となる。これは世界の大部分で用いられているトリアージタグと同じ配色である。
青や灰色はこれらの系列とは別の情報を表わすのに用いるべきものである。

## 色指定の勧告
付属書 B (参考) は上記のカラーコードに対応する色彩選定の勧告を示す。
それぞれのカラーコードには飽和系列と非飽和系列があり、 Munsell, CMYK, および RGB 方式で色が指定されている。